# 白馬大池站
白馬大池站（日语：／ Hakubaōike eki */?）是位於長野縣北安曇郡小谷村大字千國，東日本旅客鐵道（JR東日本）的大糸線車站。車站編號是11。
車站名稱取自車站西方白馬乘鞍岳山頂附近的白馬大池。

## 車站構造
車站是一座地面車站，設有1面1線單式月台，不可進行列車交會。
此站是由南小谷站管理的無人車站。

## 歷史
- 1947年12月1日：國鐵開設川內下臨時乘降場[1]。
- 1948年9月25日：升級至車站並改名為白馬大池[1][2]。為旅客車站。
- 1987年4月1日：隨國鐵分割民營化，車站由東日本旅客鐵道（JR東日本）營運[3][4]。
- 2014年：

- 11月22日：發生長野縣神城斷層地震，信濃大町站至糸魚川站之間暫停運行。
- 12月7日：白馬站至南小谷站之間重開。

- 2016年12月12日：導入車站編號[5]。
- 2024年6月1日：為方便沿線居民轉乘北陸新幹線及促進大糸線的使用，由糸魚川市、大町市及JR西日本共同安排由2024年6月1日至2025年3月31日為止，試行每天以巴士形式加開4班來往白馬～糸魚川之間的班次[6]，變相重新直通JR西日本及JR東日本的路段[7][8]。

## 使用狀況
根據「長野縣統計書」，以下為1日平均乘車人次資料：
- 2007年度 - 15人[1]
- 2009年度 - 8人[1]
- 2010年度 - 10人[9]
- 2011年度 - 9人[10]

## 車站周邊
車站附近只有很少住宅。
- 國道148號（日语：国道148号）
- 栂池高原（日语：栂池高原）[1]
  - 栂池高原滑雪場（日语：栂池高原スキー場）

## 巴士路線
- 川中島巴士（日语：川中島バス）
  - 白馬站前 - 森上駅前 - 通 - 白馬大池站 - 舊道口 - 栂池高原（日语：栂池高原スキー場）
- 小谷村營巴士（日语：小谷村営バス）
  - 2 南小谷站前 - 高橋 - 白馬大池站 - 舊道口 - 栂池高原（※星期六、日及假日暫停服務）

## 相鄰車站
東日本旅客鐵道（JR東日本）
■大糸線
快速
通過
普通
信濃森上（12）－白馬大池（11）－千國（10）

### 新聞
1. ↑  “41人けが、全壊34棟 長野北部地震、余震70回に”. 中日新聞 (中日新聞社). (2014年11月24日)
2. ↑  “JR大糸線、全線復旧 15日ぶり、高校生ら歓迎” 信濃毎日新聞 (信濃毎日新聞社). (2014年12月8日)

## 外部連結
- 車站資訊（白馬大池）：東日本旅客鐵道（日語）